# Casa Aliança Francesa
Casa Aliança Francesa é um patrimônio histórico do município de Bauru, em São Paulo. A construção é considerada um bem tombado pelo CODEPAC-Bauru, no decreto 9.844 de 11 de agosto de 2004 e pelo processo 26911/1996. Localiza-se na rua Araújo Leite, no centro da cidade.
Atualmente, é considerado um estabelecimento comercial, da Aliança Francesa, sendo que a área do terreno é de 416,1 m² e a construída é de 125,4 m².
O proprietário atual é a Landel Administração de Bens Ltda.

## Preservação
O processo de preservação de patrimônio histórico da casa inclui a fachada, as laterais e o fundo, o que abrange todo o seu volume. O seu conjunto inclui as paredes, assim como as portas e janelas originais em madeira, além de elementos em argamassa e coberturas.
Para o tombamento do edifício, a sua arquitetura foi considerada, a qual é característica das casas de Bauru no começo do século XX. Um elemento também importante é a sua elevação em relação ao nível da rua.